# Соммервьё
Соммервьё (фр. Sommervieu) — коммуна во Франции, находится в регионе Нижняя Нормандия. Департамент коммуны — Кальвадос. Входит в состав кантона Ри. Округ коммуны — Байё.
Код INSEE коммуны — 14676.

## Население
Население коммуны на 2010 год составляло 1068 человек.
| 1962 | 1968 | 1975 | 1982 | 1990 | 1999 | 2010 |
| ---- | ---- | ---- | ---- | ---- | ---- | ---- |
| 359  | 343  | 555  | 804  | 786  | 734  | 1068 |

## Экономика
В 2010 году среди 696 человек трудоспособного возраста (15—64 лет) 492 были экономически активными, 204 — неактивными (показатель активности — 70,7 %, в 1999 году было 71,7 %). Из 492 активных жителей работали 451 человек (235 мужчин и 216 женщин), безработных было 41 (25 мужчин и 16 женщин). Среди 204 неактивных 58 человек были учениками или студентами, 104 — пенсионерами, 42 были неактивными по другим причинам.